# Círculo Linguístico de Praga
O Círculo Linguístico de Praga ou "Escola de Praga" (em tcheco/checo:  Pražský lingvistický kroužek, em russo:  Пражский лингвистический кружок Pražskij lingvističeskij kružek, em francês:  Cercle linguistique de Prague) foi um grupo de críticos literários e linguístas estabelecidos na cidade de Praga. Seus membros desenvolveram métodos de estudos semióticos e de análise estruturalista entre os anos 1928 e 1939. Depois da segunda Grande Guerra o Círculo se desfez, mas os membros a Escola de Praga continuou como uma força fundamental. O professor Dell Hymes descreve, em seu trabalho "The Ethnography of Speaking" (A Etnografia da Fala), a influência desta escola na antropologia norte-americana (Hymes, "Prague Functionalism," American Anthropologist, 84, 2, p. 398).
O Círculo incluía emigrados russos Roman Jakobson (seu vice-presidente até sua partida da Checoslováquia, em 1939), Nikolai Trubetzkoy e Sergei Karcevskiy, assim como importantes estudiosos da literatura como René Wellek e Jan Mukařovský. O primeiro presidente do Círculo foi o o linguista Vilém Mathesius até sua morte em 1945.

## Jakobson e o Círculo
Roman Jakobson, figura central do Formalismo Russo, havia participado tanto do Círculo Lingüístico de Moscou quanto da Sociedade para o Estudo da Linguagem Poética (OPOJAZ), em São Petersburgo, antes de mudar-se para a Checoslováquia, em (1920), para fundar o Círculo Lingüístico de Praga em (1926). Os anos formativos de Jakobson foram bastante influenciados pela tradição da Escola Kazan, por Ferdinand Saussure (cujo trabalho foi levado a Moscou por Sergej Karcevskij, em (1917)) e pela forte tradição russa das dialéticas hegeliana e pós-hegeliana. Linda R. Waugh e Monique Monville-Burston (1990, p. 4) sugerem que "a influência mais forte sobre o pensamento de Jakobson foi o agitado movimento artístico do início do século XX, sobretudo as obras da avant-garde literária e artística: Picasso, Braque, Stravinsky, Joyce, Xlebnikov, Le Corbusier".
Jakobson enfatiza que o Círculo Lingüístico de Praga está estreitamente ligado às correntes contemporâneas tanto da Lingüística ocidental quanto da lingüística russa: "as realizações metodológicas da lingüística francesa", a fenomenologia alemã (Husserl) e a pretendida síntese das escolas polonesa (de Courtenay) e russa (Fortunatov). É importante observar que Jakobson definiu sua teoria da estrutura da linguagem em contraste com a de Saussure, que ele considerava tanto demasiadamente abstrata quanto demasiadamente estática. Jakobson tratou as formulações dicotômicas (langue/parole, sincronia/diacronia) de Saussure de uma forma dialética, insistindo na estreita relação entre forma e significado, em uma situação de sincronia dinâmica (WAUGH & MONVILLE-BURSTON, 1990, p. 9).

## Membros
- Alena Macurová (cs)
- Bohumil Trnka (cs)
- Bohuslav Havránek (cs)
- František Čermák (cs)
- Jan Mukařovský
- Josef Hrabák (cs)
- Josef Vachek (cs)
- Karel Oliva (cs)
- Miloš Weingart (1980-1939)
- Miroslav Červenka (cs)
- Nikolai Trubetzkoy
- Oldřich Leška (cs)
- Pavel Trost (cs)
- Petr Bogatyrev
- René Wellek
- Roman Jakobson
- Sergej Karcevskij, (cs)
- Tomáš Hoskovec (cs)
- Vilém Mathesius
- Vladimír Skalička (cs)

Contribuintes
- Albert Willem de Groot
- Aleksandar Belić, linguista Sérvio
- André Martinet
- Daniel Jones
- Émile Benveniste
- Karl Bühler
- Lucien Tesnière

Influencias
- Alf Sommerfelt
- Austin Warren
- Dell Hymes
- Jan Firbas
- Jan Niecisław Baudouin de Courtenay
- Jaroslav Peregrin
- Jaroslav Vacek
- Joseph Greenberg
- Jože Toporišič
- Louis Hjelmslev
- Lubomir Dolezel
- Michael Halliday
- Michael Silverstein
- Viktor Shklovsky